# Volker Eckert
Volker Eckert (* 1. Juli 1959 in Oelsnitz/Vogtl.; † 2. Juli 2007 in Bayreuth) war ein deutscher Serienmörder.

## Leben
Bereits als Jugendlicher beging Eckert 1974 in Plauen seinen ersten Mord. Er erwürgte eine 14-jährige Mitschülerin, konnte die Tat jedoch erfolgreich als Suizid tarnen. 1987 wurde Eckert wegen zwei beinahe tödlicher Angriffe gegen Frauen zu zwölf Jahren Haft wegen versuchten Mordes verurteilt. 1994 kam er aus der Haft frei. Eckert, der zuletzt in Hof wohnte, arbeitete als Fernfahrer und war in mehreren Ländern Europas unterwegs. In Frankreich, Spanien und Italien tötete er laut Polizei zwischen 2001 und 2006 mindestens sieben Prostituierte. In den meisten Fällen erwürgte oder erdrosselte Eckert die Frauen, verging sich post mortem an ihnen und fotografierte schließlich seine Opfer. Zudem schnitt er ihnen Haarbüschel ab oder eignete sich Kleidungsstücke der Toten an. Diese bewahrte er im Führerhaus seines Lastwagens oder in seiner Wohnung auf.
Bei seiner letzten Tat, am 2. November 2006 im nordspanischen Sant Julià de Ramis, konnte die Polizei auf Bilder einer Überwachungskamera zurückgreifen. Sie zeigte Eckerts Lastwagen und das Ablegen der nackten Leiche neben einem Parkplatz. Über den Lkw konnte Eckert identifiziert werden. Wenige Tage später nahm die Polizei den Fernfahrer in Wesseling bei Köln fest. In seinen Vernehmungen gestand Eckert sechs Morde, einschließlich den an seiner Mitschülerin in Plauen.
Während der Vorbereitung des Strafprozesses erhängte sich Eckert am 2. Juli 2007 in seiner Haftzelle in Bayreuth. Die Sonderkommission „Fernfahrer“ des Polizeipräsidiums Oberfranken führte die Ermittlungen weiter und wies anhand der Angaben Eckerts sowie DNA-Analysen drei weitere Morde nach. In vier weiteren Fällen von im Ausland ermordeten Frauen bestand jeweils ein Tatverdacht gegen Eckert, der sich jedoch nicht mehr erhärten ließ. Im Dezember 2007 schloss die Polizei die Akte.

## Taten
Taten, die Eckert gestand
- 7. Mai 1974: eine 14-jährige Mitschülerin in Plauen (DDR)
- 25. Juni 2001: eine kenianische Prostituierte nahe Chermignac bei Bordeaux (Frankreich)
- 9. Oktober 2001: eine 24-jährige Prostituierte in Maçanet de la Selva (Spanien)
- ca. 1. März 2005: eine russische Prostituierte in Sant Sadurní d’Osormort (Spanien)
- ca. 2. Oktober 2006: eine 28-jährige polnische Prostituierte bei Reims (Frankreich)
- 2. November 2006: eine 20-jährige bulgarische Prostituierte in Hostalric (Spanien)

Weitere nachgewiesene Taten
- August 2002: eine 23-jährige Prostituierte aus Sierra Leone in Troyes (Frankreich)
- ca. 5. September 2004: eine 25-jährige ghanaische Prostituierte in Rezzato (Italien)

Taten, deren Eckert verdächtigt wurde
- Laut Polizei vermutlich vier weitere Frauen, drei von ihnen in Tschechien und eine in Frankreich.